# Olimpiada Teologii Katolickiej
Olimpiada Teologii Katolickiej – olimpiada szkolna z zakresu teologii katolickiej, organizowana od 1981, początkowo pod nazwą Olimpiada Wiedzy Religijnej. Od 2002 organizowana przez Uniwersytet Kardynała Stefana Wyszyńskiego w Warszawie. Olimpiada jest przeznaczona dla uczniów szkół ponadpodstawowych, ale za zgodą Komitetu Głównego Olimpiady mogą brać w niej udział także uczęszczający na lekcje religii uczniowie szkół podstawowych i zasadniczych szkół zawodowych.
Olimpiada jest finansowana przez Ministerstwo Edukacji Narodowej, na podstawie wyników otwartego konkursu ofert. 
Olimpiada składa się z trzech etapów: szkolnego, diecezjalnego i ogólnopolskiego, przy czym etap ogólnopolski jest dwustopniowy (pisemny oraz ustny). Uczestnicy dopuszczeni do części ustnej etapu ogólnopolskiego otrzymują tytuł laureata Olimpiady Teologii Katolickiej. Laureaci Olimpiady są zwolnieni z postępowania rekrutacyjnego na wydziały teologiczne polskich uczelni.